# Sottomarino lanciamissili

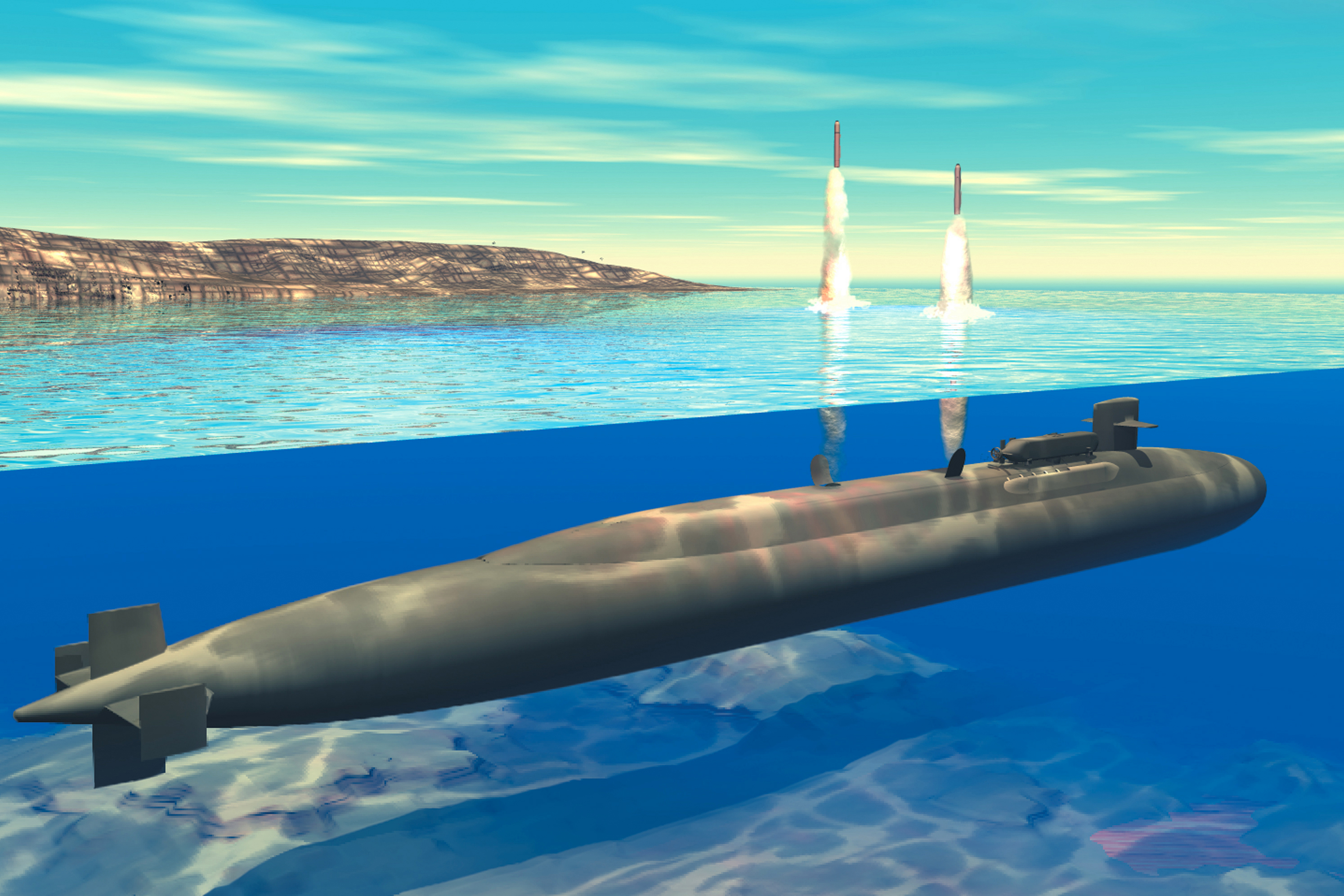
Immagine d'artista raffigurante un SSGN della classe Ohio mentre lancia dei missili da crociera Tomahawk.

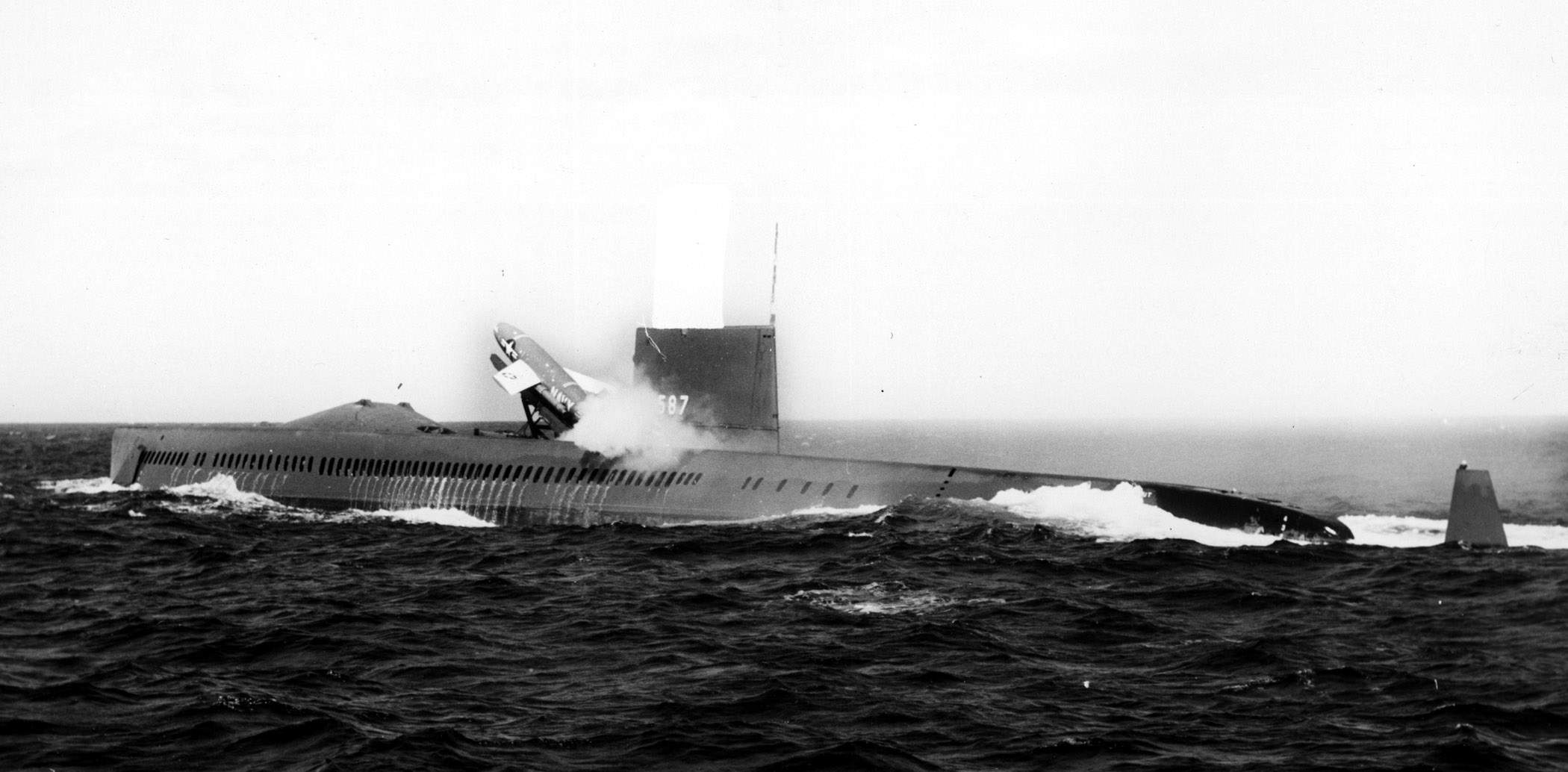
, mentre lancia un missile Regulus.

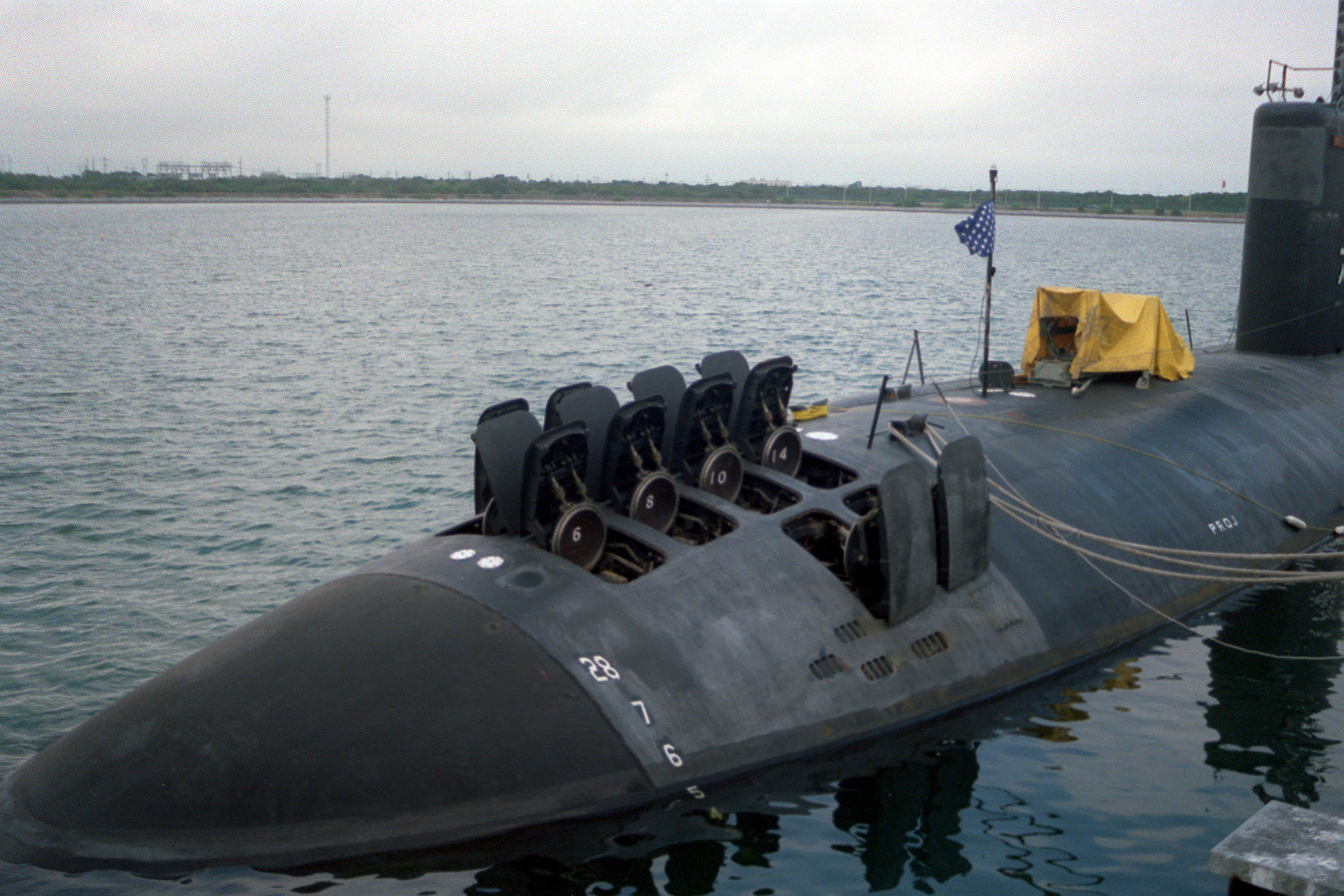
Le porte dei VLS aperte del sottomarino, della classe Los Angeles.

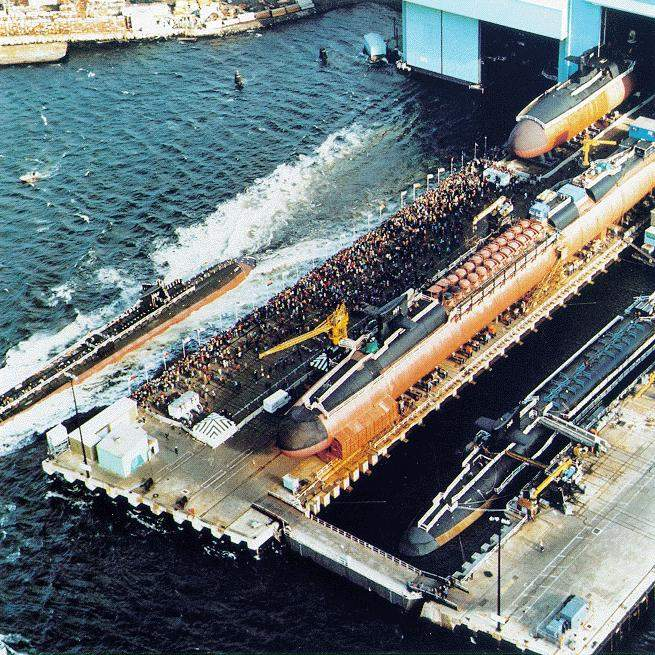
,, e nel 1979.

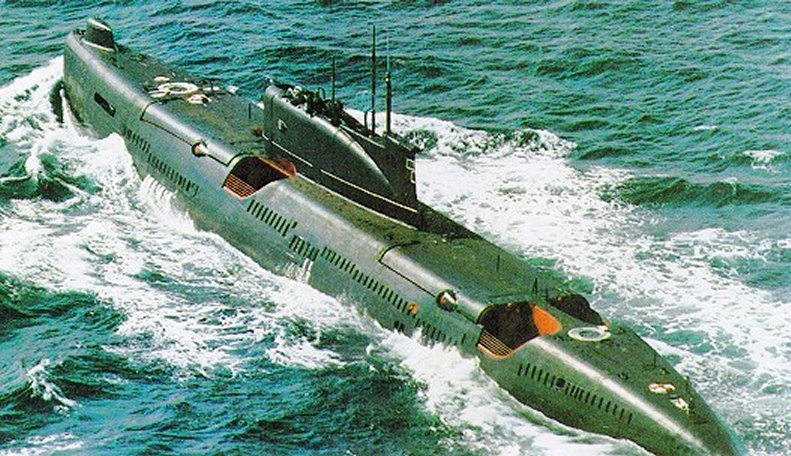
Un sottomarino della classe Juliett.

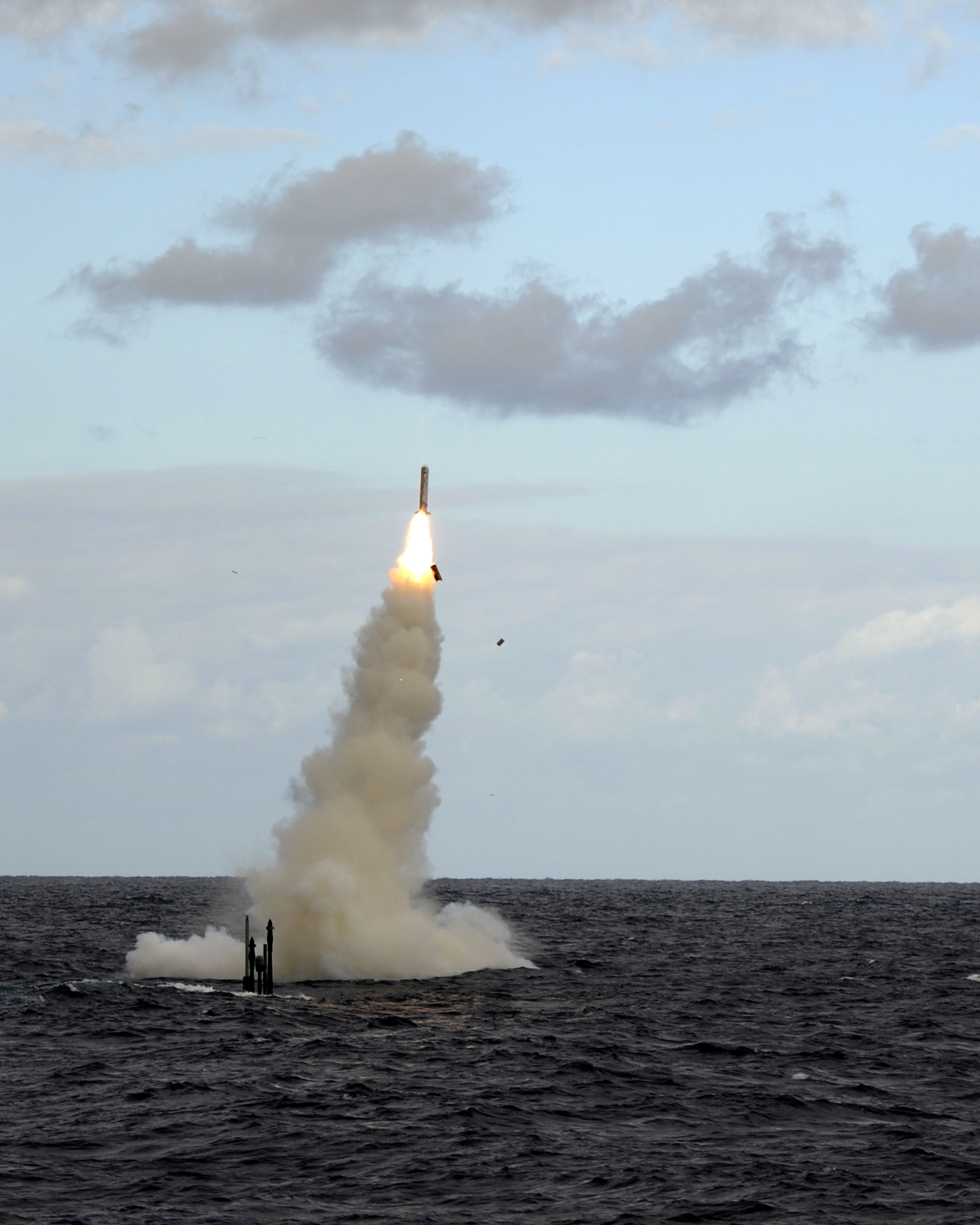
Un sottomarino della classe Astute.

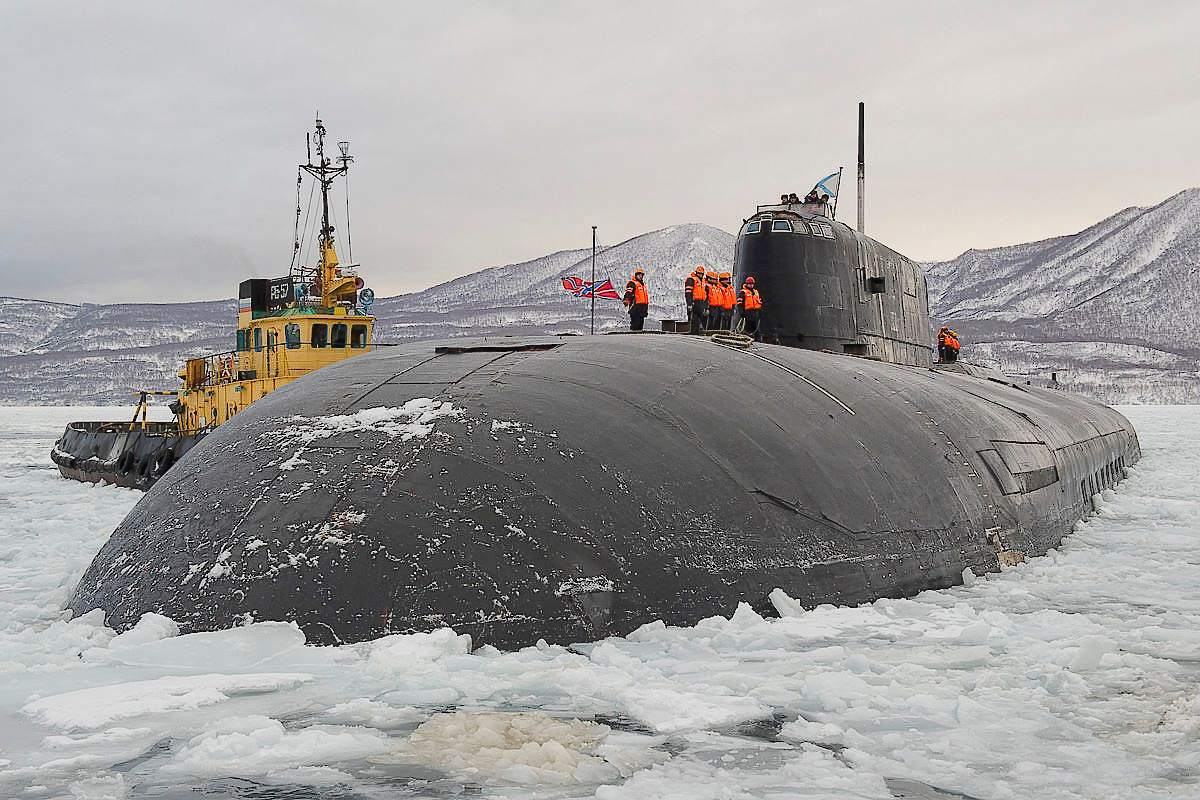
K-150 Tomsk, della classe Oscar.

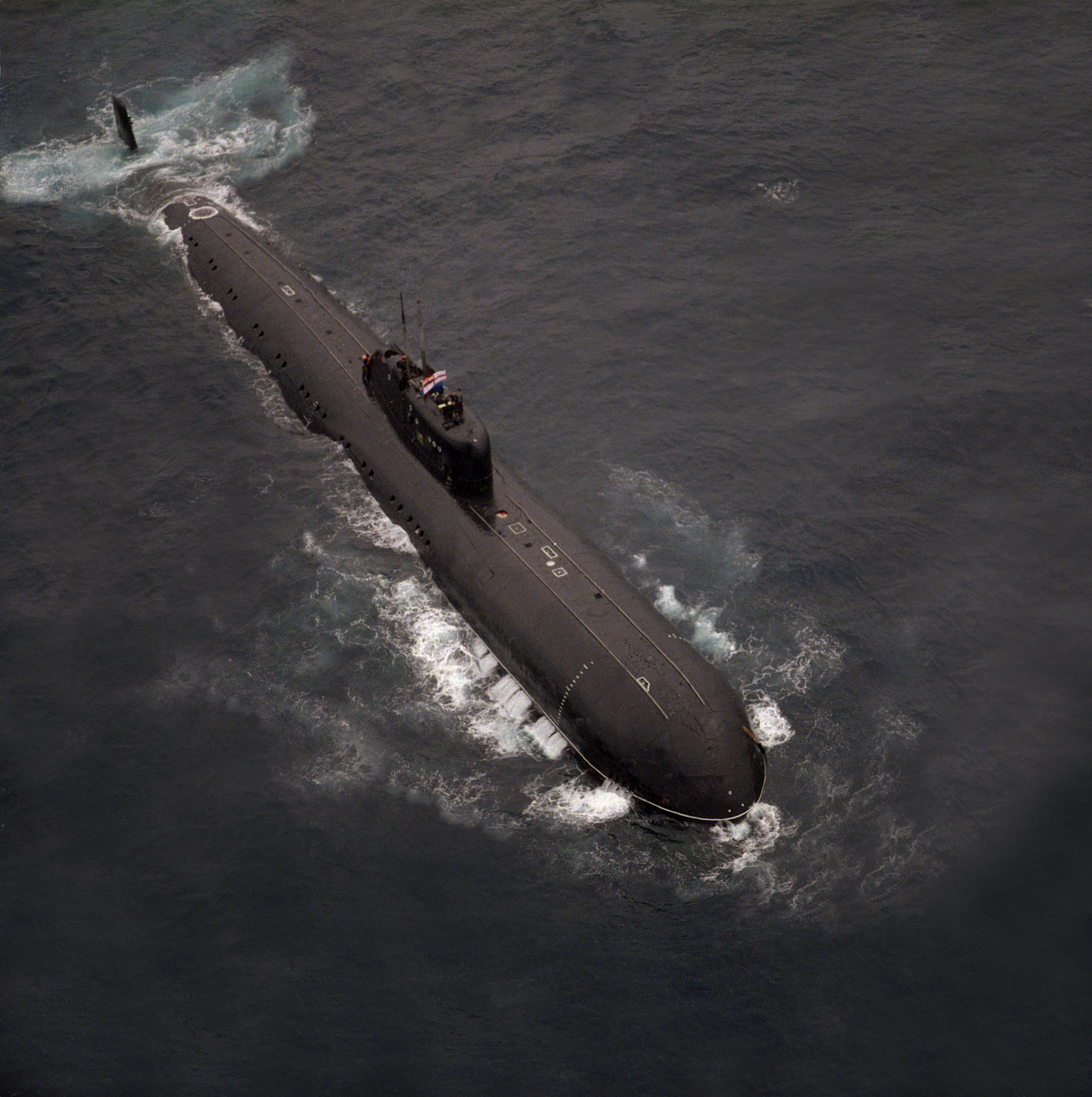
, della classe Charlie.

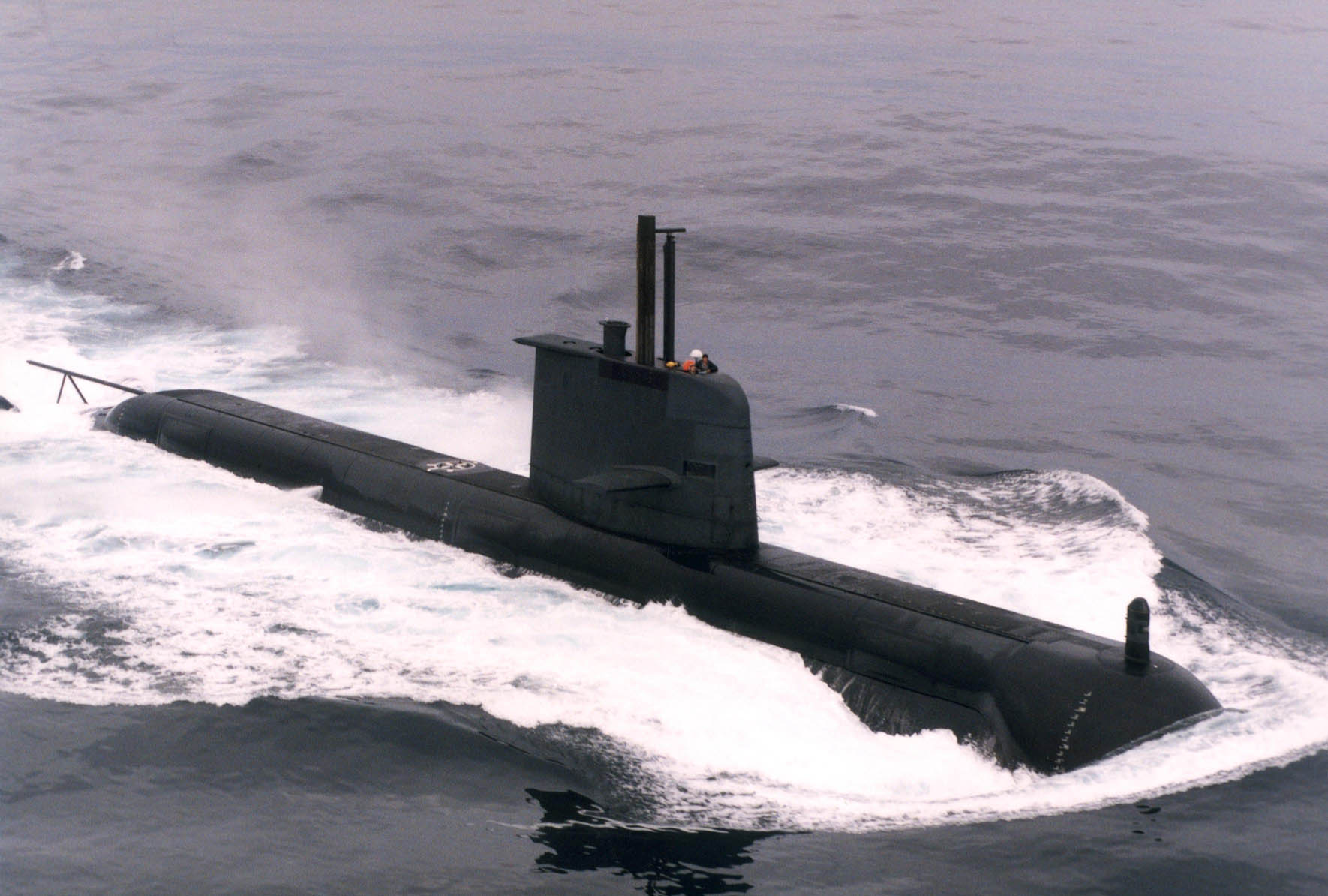
, della classe Collins.

Un sottomarino lanciamissili da crociera è un sottomarino che lancia missili da crociera (SLCM) come suo principale armamento. I missili da crociera e i missili antinave dedicati migliorano notevolmente la capacità di un battello ad attaccare degli obiettivi in superficie. I siluri sono un'opzione più furtiva, ma i missili offrono un intervallo di stand-off molto più lungo, oltre alla possibilità di ingaggiare più bersagli su diversi testate allo stesso tempo. Molti sottomarini lanciamissili da crociera hanno la capacità di dispiegare testate nucleari sui loro missili, ma sono considerati distinti dai sottomarini lanciamissili balistici a causa delle differenze sostanziali tra le caratteristiche dei due sistemi d'arma.

## Storia
La sigla SSG è un hull classification symbol piuttosto obsoleto, che venne utilizzato dall'US Navy negli anni cinquanta riferito a quattro sottomarini utilizzati nell'ambito dello sviluppo del missile Regulus. Tale sigla è stata anche utilizzata per sottomarini lanciamissili antinave sviluppati in Unione Sovietica, sempre in quel periodo. Oggi non esistono più sottomarini classificati in questo modo, poiché tutti gli esemplari costruiti sono stati ritirati dal servizio. Solo la Royal Australian Navy utilizza la sigla SSG per i propri sottomarini.
La sigla SSGN è l'hull classification symbol utilizzato dall'US Navy per indicare i sottomarini lanciamissili da crociera a propulsione nucleare. Come per il caso precedente, gli unici due Paesi ad aver costruito sottomarini di questo tipo sono Stati Uniti ed Unione Sovietica (e quindi la Russia). Si tratta, in generale, di mezzi di grandi dimensioni, che possono superare le 15.000 tonnellate di dislocamento.

### Stati Uniti
Nell'US Navy, solo quattro sottomarini ricevettero la sigla SSG, nell'ambito del programma relativo al missile Regulus. Quando il missile venne ritirato dal servizio, nel 1964, la sigla fu abbandonata. Nello specifico, si trattava di due esemplari modificati delle classi Gato e Balao, risalenti alla seconda guerra mondiale, e di due esemplari della classe Grayback. Questi ultimi due furono radiati nel 1964, mentre primi due vennero affondati come navi bersaglio nel 1964 e nel 1970.
Gli SSGN di costruzione americana sono equipaggiati con missili da crociera. Il primo costruito fu l'USS Halibut (SSN-587), unico esemplare della sua classe, che era equipaggiato con un impianto per il lancio di missili Regulus. Il sottomarino fu trasformato in SSN quando il programma Regulus venne interrotto, nel 1964. Nel 2002, venne deciso di trasformare i primi quattro SSBN della classe Ohio in altrettanti SSGN. La modifica prevedeva l'installazione di sistemi di lancio verticali multipli per missili da crociera Tomahawk, nei tubi di lancio dei Trident. In dettaglio, la modifica ha riguardato 22 tubi su 24. La capacità è di 154 missili (7 per ogni tubo). Il primo esemplare ha iniziato le prove in mare nel 2006 ed è entrato in servizio l'anno successivo.

### Unione Sovietica / Russia
L'unica classe di sottomarini sovietici considerata SSG dagli Stati Uniti è la classe Juliett, che inizialmente imbarcava missili a testata nucleare per attaccare il territorio americano, e poi venne modificati con missili antinave. Lo stesso hull classification symbol è stato attribuito a tre versioni modificate della classe Whiskey ("Single Cylinder", "Twin Cylinder" e "Long Bin"). Tutti questi sottomarini sono stati ritirati dal servizio.
L'Unione Sovietica progettò e costruì un numero piuttosto alto di sottomarini lanciamissili a propulsione nucleare (SSGN). Si trattava di battelli equipaggiati prevalentemente con missili antinave, anche se alcune classi sono state progettate per imbarcare missili da crociera. Comunque, hanno tutti ricevuto la classificazione occidentale di SSGN.

## Caratteristiche
Originariamente i primi progetti di sottomarini lanciamissili da crociera dovevano andare in emersione per lanciare i loro missili, mentre i progetti successivi potevano farlo sott'acqua tramite sistemi di lancio verticale dedicati (VLS). Molti moderni sottomarini d'attacco (SSK o SSN) possono lanciare missili da crociera (e missili antinave dedicati) dai loro tubi lanciasiluri, mentre alcuni progetti incorporano anche un piccolo numero di contenitori VLS, creando così una significativa sovrapposizione tra i "sottomarini lanciamissili da crociera" ed i "sottomarini d'attacco tradizionali". Ciononostante, i mezzi classificati come "sottomarini d'attacco" usano ancora i siluri come armamento principale e hanno un profilo di missione più multiruolo a causa della loro maggiore velocità e manovrabilità; viceversa i "sottomarini lanciamissili da crociera", che sono generalmente più lenti e più grandi, sono focalizzati sul ruolo di attacco di superficie a lunga distanza.
Questo tipo di sottomarini ha avuto una larga diffusione negli Stati Uniti ed in Unione Sovietica ed in molti casi inoltre si trattava di sottomarini lanciamissili balistici, che in osservanza dei trattati di riduzione delle armi nucleari START erano stati convertiti in sottomarini lanciamissili di crociera; tutto ciò anche fa sì che le uniche due marine militari ad impiegarli siano la United States Navy e la Voenno-morskoj flot.
I più moderni sottomarini (nucleari e convenzionali) in servizio o in costruzione hanno la possibilità di imbarcare e lanciare (da tubi lanciasiluri) missili antinave ed in alcuni casi anche missili da crociera, e quindi sarebbero da considerare dei sottomarini lanciamissili.
Tuttavia, secondo l'accezione originale, andrebbero considerati "sottomarini lanciamissili" solo quei sottomarini in grado di lanciare missili da crociera da appositi e dedicati sistemi di lancio verticale (VLS); e comunque escludendo quelli in grado di lanciare unicamente missili antinave da tubi lanciasiluri.
Infatti, ad esempio, nella US Navy i sottomarini nucleari delle classi Los Angeles, Seawolf e Virginia sono classificati "SSN", anche se sono in grado di lanciare i missili Tomahawk e Harpoon.
Viceversa, ad esempio, nella Royal Australian Navy i sottomarini convenzionali della classe Collins sono classificati "SSG", anche se sono in grado di lanciare unicamente i missili antinave Harpoon dai loro tubi lanciasiluri; anche i sottomarini della futura (attualmente in progettazione) classe Attack sono classificati "SSG", ma questi ultimi potrebbero essere in grado di lanciare anche altri tipi di missili da sistemi di lancio dedicati.

### Classificazioni
I simboli di classificazione dello scafo della United States Navy per i sottomarini lanciamissili da crociera sono Submersible Ship Guided (SSG) e Submersible Ship Guided Nuclear (SSGN): la "SS" indica sottomarini, la "G" indica missili guidati e la "N" indica che il sottomarino è a propulsione nucleare.
Le classificazioni navali della marina sovietica e poi russa per i sottomarini lanciamissili da crociera sono:
- Convenzionali (SSG)
  - in russo Подводная лодка с ракетами крылатыми (ПЛРК)?, Podvodnaja lodka s raketami krylatymi (PLRK), tradotto "sottomarino con missili da crociera";
  - in russo Подводная лодка с крылатыми ракетами (ПЛКР)?, Podvodnaja lodka s krylatymi raketami (PLKR), tradotto "sottomarino con missili da crociera";
  - in russo Подводный ракетный крейсер (ПРК)?, Podvodnyj raketnyj krejser (PRK), tradotto "incrociatore sottomarino missilistico";
- Nucleari (SSGN)
  - in russo Подводная лодка атомная с ракетами крылатыми (ПЛАРК)?, Podvodnaja lodka atomnaâja s raketami krylatymi (PLARK), tradotto "sottomarino nucleare con missili da crociera";
  - in russo Атомная подводная лодка с крылатыми ракетами (АПЛКР)?, Atomnaja podvodnaja lodka s krylatymi raketami (APLKR), tradotto "sottomarino nucleare con missili da crociera";
  - in russo Атомный подводный ракетный крейсер (АПРК)?, Atomnyj podvodnyj raketnyj krejser (APRK), tradotto "incrociatore sottomarino nucleare missilistico".

### Missili sublanciati
I "missili da crociera sublanciati" (SLCM) sono tipicamente missili standoff, di tipo "land-attack cruise missiles (LACM)" e "anti-ship cruise missiles (ASCM)", rispettivamente per l'attacco di superficie ed anti-nave. Si riportano di seguito alcuni missili da crociera sublanciati per l'attacco a terra.
- Hongniao
- IDAS[3]
- Perseus[4]
- MdCN NCM[5]
- / BrahMos II
- / BrahMos
- Popeye Turbo SLCM
- Hyunmoo-3
- 3M14 Kalibr-PL (GRAU: 3M14)
- 3M22 Zircon (GRAU: 3M22)
- 3M51 Alfa (GRAU: 3M51)
- 3M54 Kalibr-PL (GRAU: 3M54)
- P-1000 Vulkan (GRAU: 3M70)
- P-5 Pjatërka (GRAU: 4K34)
- P-500 Bazal't (GRAU: 3K80)
- P-700 Granit (GRAU: 3M45)
- RK-55 Granat (GRAU: 3K10)
- / P-800 Oniks (GRAU: 3M55)
- Tomahawk
- Regulus II
- Regulus

## Sottomarini
Di seguito si riportano alcuni sottomarini lanciamissili di crociera. Per le marine statunitensi e sovietica/russa sono riportati unicamente i sottomarini classificati come tali (SSG/SSGN) dalle rispettive marine militari. Per le altre marine sono riportati i sottomarini capaci di lanciare missili da crociera verso la superficie; fa eccezione la marina australiana che classifica i propri sottomarini come "SSG".

### United States Navy
| Classe            | Nome                                                | Dislocamento               | Missili                                                     | Servizio  | Status    |
| ----------------- | --------------------------------------------------- | -------------------------- | ----------------------------------------------------------- | --------- | --------- |
| Gato              | USS Tunny (SS-282) (ex SSG-282)                     | 1 525 long ton (1 549 t)   | 1 lanciatore con 2 Regulus I                                | 1953-1965 | affondato |
| Balao             | USS Barbero (SS-317) (ex SSG-317)                   | 1 526 long ton (1 550 t)   | 1 lanciatore con 2 Regulus I                                | 1955-1964 | affondato |
| Tang              | USS Gudgeon (SSAG-567) (ex SS-567, AGSS-567)        | 1 560 long ton (1 590 t)   |                                                             | 1967-1983 | venduto   |
| Sailfish          | USS Sailfish (SS-572) (ex SSR-572, SSGN-572)        | 2 334 long ton (2 371 t)   |                                                             | 1956-1978 | affondato |
| Grayback          | USS Grayback (SSG-574) (ex SS-574)                  | 3 550 long ton (3 610 t)   | 1 lanciatore con 4 SSM-N-8 Regulus I o 2 SSM-N-9 Regulus II | 1958-1964 | affondato |
| Grayback          | USS Growler (SSG-577) (ex SS-577)                   | 3 550 long ton (3 610 t)   | 1 lanciatore con 4 SSM-N-8 Regulus I o 2 SSM-N-9 Regulus II | 1958-1964 | museo     |
| Halibut           | USS Halibut (SSN-587) (ex SSGN-587)                 | 3 655 long ton (3 714 t)   | 1 lanciatore con 5 SSM-N-8 Regulus I o 2 SSM-N-9 Regulus II | 1960-1974 | demolito  |
| Thresher/Permit   | USS Permit (SSN-594) (ex SSGN-594)                  | 3 700 long ton (3 800 t)   |                                                             | 1962-1991 | demolito  |
| George Washington | USS Patrick Henry (SSN-599) (ex SSGN-599, SSBN-599) | 6 000 long ton (6 100 t)   |                                                             | 1960-1984 | demolito  |
| George Washington | USS Theodore Roosevelt (SSBN-600) (ex SSGN-600)     | 6 000 long ton (6 100 t)   |                                                             | 1961-1981 | demolito  |
| Ohio              | USS Ohio (SSGN-726) (ex SSBN-1, SSBN-726)           | 16 802 long ton (17 072 t) | 22 tubi, ognuno con 7 BGM-109 Tomahawk, totale 154 missili  | 1981-     | attivo    |
| Ohio              | USS Michigan (SSGN-727) (ex SSBN-727)               | 16 782 long ton (17 051 t) | 22 tubi, ognuno con 7 BGM-109 Tomahawk, totale 154 missili  | 1982-     | attivo    |
| Ohio              | USS Florida (SSGN-728) (ex SSBN-728)                | 16 821 long ton (17 091 t) | 22 tubi, ognuno con 7 BGM-109 Tomahawk, totale 154 missili  | 1983-     | attivo    |
| Ohio              | USS Georgia (SSGN-729) (ex SSBN-729)                | 16 772 long ton (17 041 t) | 22 tubi, ognuno con 7 BGM-109 Tomahawk, totale 154 missili  | 1984-     | attivo    |

### Voenno-morskoj flot
| Progetto / Designazione NATO                | Nº unità | Dislocamento                                 | Missili                          | Servizio  | Status                  |
| ------------------------------------------- | -------- | -------------------------------------------- | -------------------------------- | --------- | ----------------------- |
| Progetto P613 Whiskey (ПЛРК / SSG)          | 1 unità  | 1 342 t (1 321 long ton; 1 479 short ton)    | P-5 Pjatërka                     |           | ritirato                |
| Progetto P627A November (ПЛАРК / SSGN)      | 0 unità  | 5 530 t (5 440 long ton; 6 100 short ton)    |                                  |           | non completato          |
| Progetto 644 Whiskey (ПЛРК / SSG)           | 6 unità  | 1 342 t (1 321 long ton; 1 479 short ton)    | P-5 Pjatërka                     |           | ritirati                |
| Progetto 651 Juliett (ПЛРК / SSG)           | 16 unità | 4 132 t (4 067 long ton; 4 555 short ton)    | P-5 Pjatërka, P-500 Bazal't      | 1963-1994 | ritirati                |
| Progetto 655 Whiskey (ПЛРК / SSG)           | 6 unità  | 1 342 t (1 321 long ton; 1 479 short ton)    | P-5 Pjatërka                     |           | ritirati                |
| Progetto 659 Echo I (ПЛАРК / SSGN)          | 5 unità  | 4 920 t (4 840 long ton; 5 420 short ton)    | P-5 Pjatërka, P-500 Bazal't      | 1961-1985 | ritirati                |
| Progetto 661 Papa (ПЛАРК / SSGN)            | 1 unità  | 6 750 t (6 640 long ton; 7 440 short ton)    | P-70 Ametist                     | 1969-1984 | ritirato                |
| Progetto 667AT Yankee Notch (ПЛАРК / SSGN)  | 3 unità  | 10 020 t (9 860 long ton; 11 050 short ton)  | RK-55 Granat                     | 1986-2002 | ritirati                |
| Progetto 667M Yankee Sidecar (ПЛАРК / SSGN) | 1 unità  | 10 020 t (9 860 long ton; 11 050 short ton)  | P-750                            | 1976-1994 | ritirato                |
| Progetto 670 Charlie I (ПЛАРК / SSGN)       | 11 unità | 4 430 t (4 360 long ton; 4 880 short ton)    | P-70 Ametist                     | 1967-1992 | ritirati                |
| Progetto 670M Charlie II (ПЛАРК / SSGN)     | 6 unità  | 5 570 t (5 480 long ton; 6 140 short ton)    | P-120 Malachit                   | 1973-1996 | ritirati                |
| Progetto 675 Echo II (ПЛАРК / SSGN)         | 29 unità | 5 760 t (5 670 long ton; 6 350 short ton)    | P-5 Pjatërka, P-500 Bazal't      | 1963-1995 | ritirati                |
| Progetto 885 Jasen' (ПЛАРК / SSGN)          | 1 unità  | 11 800 t (11 600 long ton; 13 000 short ton) | 3M55 «Oniks», 3M14/3M54 «Kalibr» | 2013-     | attivi e in costruzione |
| Progetto 949 Oscar I (ПЛАРК / SSGN)         | 2 unità  | 16 500 t (16 200 long ton; 18 200 short ton) | 3M55 «Oniks», 3M14/3M54 «Kalibr» | 1980-1996 | dismessi                |
| Progetto 949A Oscar II (ПЛАРК / SSGN)       | 11 unità | 19 254 t (18 950 long ton; 21 224 short ton) | 3M55 «Oniks», 3M14/3M54 «Kalibr» | 1986-     | 8 attivi                |

### Altre marine militari
| Marina                | Classe                      | Nº unità   | Dislocamento                                                | Missili                          | Servizio  | Status                              |
| --------------------- | --------------------------- | ---------- | ----------------------------------------------------------- | -------------------------------- | --------- | ----------------------------------- |
| Marine nationale      | Suffren (SNA)               | 6 unità    | 5 300 t (5 200 long ton; 5 800 short ton)                   | MdCN / SCALP Naval e Exocet SM39 |           | in costruzione                      |
| Daehanminguk Haegun   | Dosan Ahn Changho (KSS-III) | 4 unità    | 3 705 t (3 646 long ton; 4 084 short ton)                   | Hyunmoo-3                        |           | in costruzione                      |
| Royal Australian Navy | Collins (SSG)               | 6 unità    | 3 400 t (3 300 long ton; 3 700 short ton)                   | Harpoon Block 1B (UGM 84C)       | 1996-     | in servizio                         |
| Royal Australian Navy | Attack (SSG)                | 12 unità   | 4 750 t (4 670 long ton; 5 240 short ton)                   | Harpoon Block 1B (UGM 84C)       |           | in progettazione                    |
| Marina dell'EPL       | Progetto 877/636 Kilo (SSK) | 2+10 unità | 3 950 t (3 890 long ton; 4 350 short ton)                   | Club-S                           | 1994-     | attivi                              |
| Marina dell'EPL       | Type 093G Shang (SSN)       | 6 unità    | 7 000 t (6 900 long ton; 7 700 short ton)                   | YJ-18 e CJ-10                    | 2006-     | attivi                              |
| Marina dell'EPL       | Type 095 095 (SSN)          | (5 unità)  |                                                             |                                  |           | pianificati                         |
| Deutsche Marine       | U-212 (SS)                  | 6 unità    | 1 830 t (1 800 long ton; 2 020 short ton)                   | IDAS (dal 2014)                  | 2005-     | + 2 in costruzione                  |
| Indian Navy           | Charlie I / Chakra (SSGN)   | 1 unità    | 4 430 t (4 360 long ton; 4 880 short ton)                   | P-70 Ametist                     | 1988-1991 | in affitto, ritirato (ex sovietico) |
| Indian Navy           | Kilo / Sindhughosh (SSK)    | 10 unità   | 3 076 t (3 027 long ton; 3 391 short ton)                   | Club-S                           | 1986-     | attivi                              |
| Indian Navy           | Akula II / Chakra (SSN)     | 1 unità    | 8 140 t (8 010 long ton; 8 970 short ton)                   | Club-S                           | 2012-     | in affitto, attivo                  |
| Indian Navy           | Project 75I                 | (6 unità)  |                                                             | BrahMos                          |           | in programma                        |
| Heil HaYam HaYisraeli | Dolphin (SS)                | 3+3 unità  | 1 900–2 400 t (1 900–2 400 long ton; 2 100–2 600 short ton) | Popeye Turbo SLCM e Harpoon      | 1999-     | attivi                              |
| Royal Navy            | Swiftsure (SSN)             | 3 unità    | 4 900 t (4 800 long ton; 5 400 short ton)                   | Tomahawk e Harpoon               | 1976-2010 | ritirati                            |
| Royal Navy            | Trafalgar (SSN)             | 7 unità    | 5 250 t (5 170 long ton; 5 790 short ton)                   | Tomahawk                         | 1983-     | 3 attivi, 4 ritirati                |
| Royal Navy            | Astute (SSN)                | 7 unità    | 7 600 t (7 500 long ton; 8 400 short ton)                   | Tomahawk                         | 2010-     | 4 attivi, 3 in costruzione          |